# Öyes stavkyrka

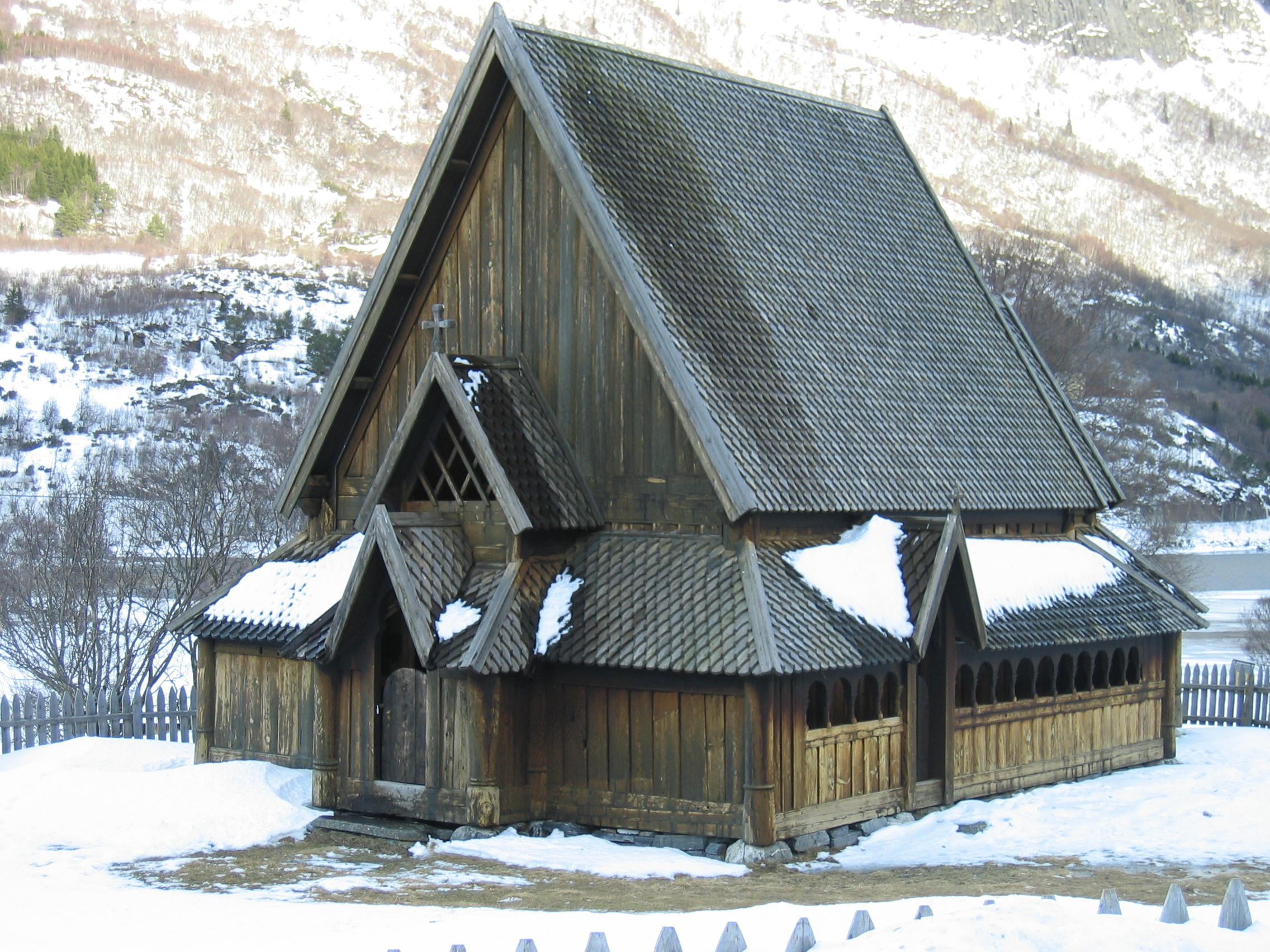
Öyes stavkyrka

Öyes stavkyrka är en stavkyrka i byn Öye i Vangs kommun i Innlandet fylke, Norge. Kyrkan dateras till 1100-talets andra hälft. År 1747 revs kyrkan och en ny byggdes på samma plats. När den nya kyrkan renoverades år 1935, hittade man materialet från den gamla under golvet. Man bestämde sig då för att återuppbygga den ursprungliga kyrkan på en annan plats och år 1965 var den färdig. Kyrkan ägs nu av socknen och brukas någon gång om året.

## Bildgalleri

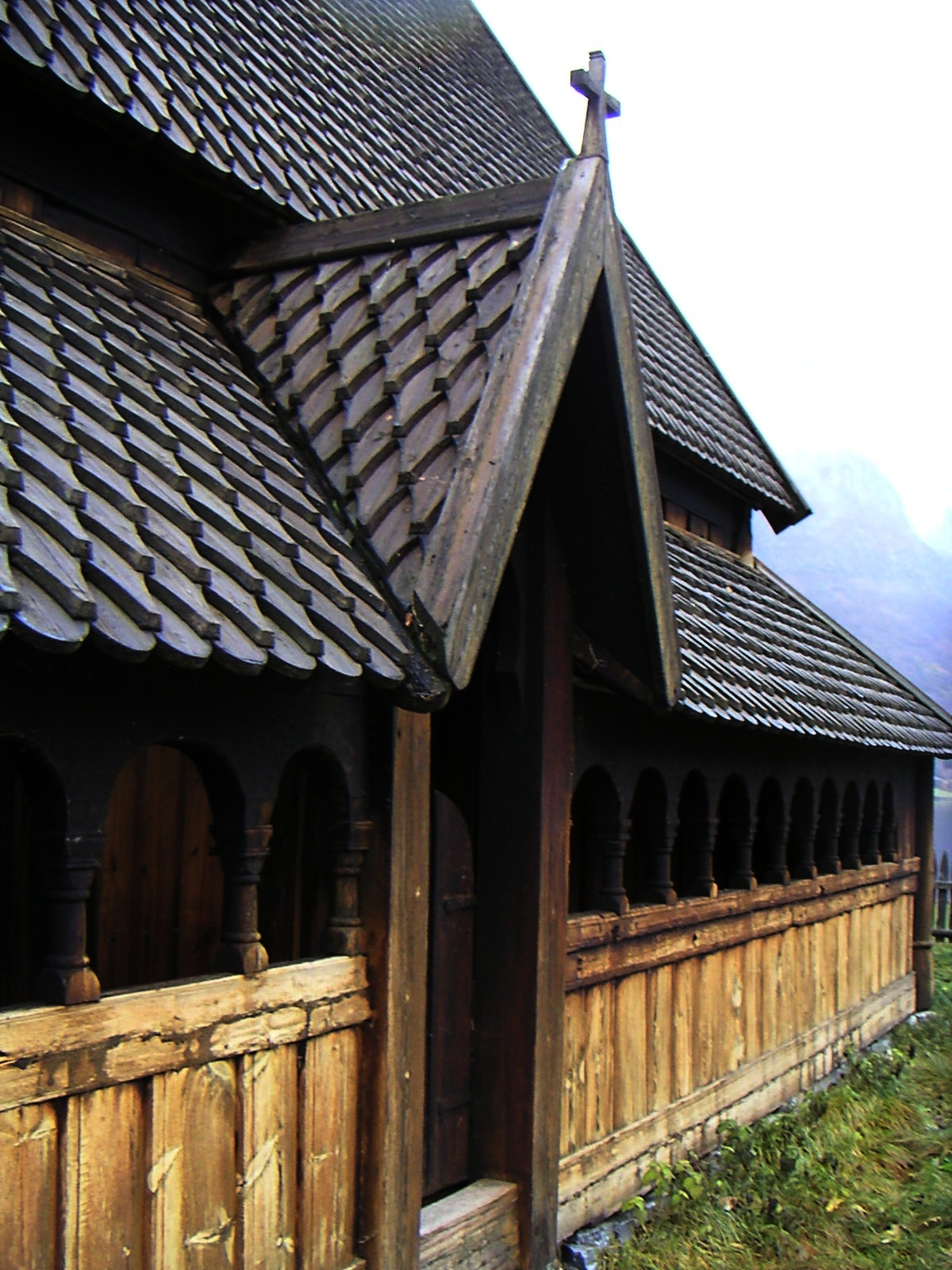
Detaljer.
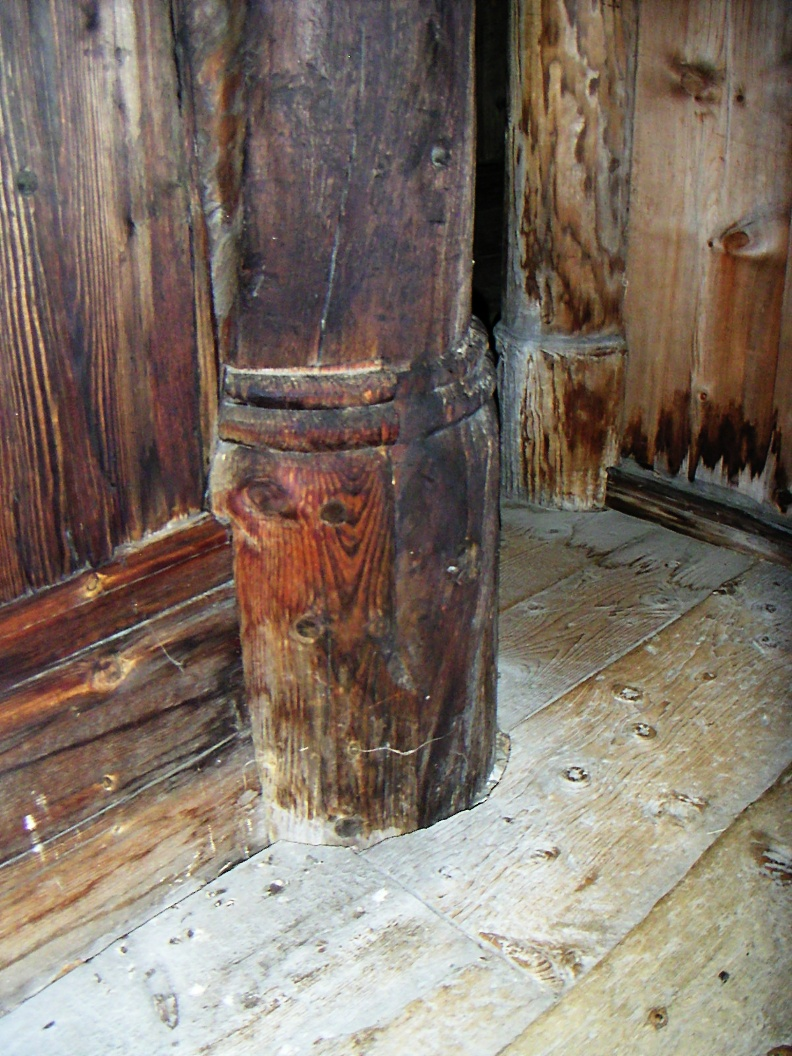
Detaljer
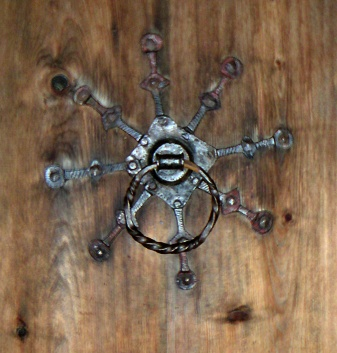
Detaljer